# Tratado de Adrianópolis (1713)
El Tratado de Adrianópolis de 1713 fue un acuerdo que firmaron en la ciudad de Adrianópolis Rusia y el Imperio otomano el 24 de junio de 1713. Confirmaba el Tratado de Fălciu firmado dos años antes que puso fin a la guerra ruso-turca de 1710-1711 y añadía las siguientes disposiciones:
- La frontera ruso-otomana entre los ríos Samara y Oriol dividía las tierras situadas entre ellos a partes iguales.[1]

- Azov fue devuelto a los otomanos.[1][2][3]
- Se prohibió cualquier incursión, ofensa o violencia entre súbditos de Rusia y los del Imperio otomano.[1]
- Los rusos debían permanecer al margen de todos los conflictos entre los calmucos y los pueblos de Crimea.[1]
- Se aplazaba el estudio de las reclamaciones de los tártaros de Crimea al Estado ruso.[1]

Este tratado permaneció en vigor veinticinco años y fue reemplazado después de la guerra ruso-turca de 1735-1739 por lo dispuesto en el Tratado de Belgrado y en la Convención de Nisa.